# Alston (Jamaica)
Alston is een plaats in de Jamaicaanse parish Clarendon.
De plaats werd vernoemd door Engelse immigranten naar het gelijknamige markstadje in het Lake District en is een onderdeel van de gemeente Clarendon. Het is hooggelegen in de bergen.